# Honneurs de la Cour
Les Honneurs de la Cour sont un cérémonial créé au  milieu du XVIIIe siècle par les rois de France pour honorer l'ancienne noblesse française. Cette distinction prestigieuse était en principe réservée aux familles capables de prouver une filiation noble, sans trace d'anoblissement, remontant avant 1400. Pour cela, les candidats devaient présenter leurs preuves au généalogiste du roi qui transmettait ensuite un mémoire au roi. Le roi accordait cependant des dispenses de preuves aux personnes qui s'étaient distinguées à son service ou qu'il appréciait, et refusait parfois d'agréer un candidat qui avait satisfait aux preuves exigées. Les honneurs de la Cour furent en vigueur de 1715 à 1790. L'admission aux Honneurs de la Cour n'impliquait pas d'être un familier de la Cour.

## Les Honneurs de la Cour
Pour François Bluche, les honneurs de la Cour ont consisté de manière fort large à pouvoir être présenté au roi ou à la reine, à assister à leurs bals et à leurs réceptions et à monter dans les carrosses de Sa Majesté pour l’accompagner à la chasse. Pendant longtemps, aucune règle n'a précisé le choix des souverains et n'a limité le nombre des admissions. Ainsi, selon Philippe du Puy de Clinchamps, « Versailles, avec Louis XIV, était devenu un monde, un caravansérail où se pressaient une foule d'adorateurs, d'ambitieux, d'escrocs ou simplement de curieux. Le roi y vit dans la cohue. Contrôler et limiter les entrées à la cour devenait donc une mesure de simple police. »
Pour Jacques de Marsay, c'est à la majorité de Louis XV en 1730 que survient un important changement des modalités d'admission. Les gentilshommes ne furent plus admis que sur leurs preuves de noblesse d'ancienne extraction. François Bluche de son côté penche plutôt pour l’année 1732 où le registre des entrées de carrosse de la Petite Écurie est tenu avec précision. Les travaux de ces deux généalogistes plus récents que ceux d'André Borel d'Hauterive nuancent la date de 1715 que celui-ci avait retenu avec le début de la tenue du registre des petites écuries.
« A mesure que l’admission devenait plus difficile il se trouvait plus de candidats pour la briguer (...). L’envahissement devenait tel que pour y mettre un frein le roi approuva le 31 décembre 1759 un règlement dont la mise en vigueur n’eut lieu qu’en avril suivant. »
Louis XV met en place un principe de sélection auquel nul ne doit échapper. « À l'avenir nulle femme ne sera présentée à Sa Majesté et nul homme ne pourra non plus être admis à monter dans ses carrosses et la suivre à la chasse à moins qu'il n'ait préalablement produit, devant le généalogiste de ses Ordres, trois titres établissant chaque degré de la famille du mari : tels que contrat de mariage, testament, partage, acte de tutelle, donation, etc., par lesquels la filiation sera établie clairement depuis 1400. »
L’idée fondamentale est « de n’accorder qu’aux seules familles qui sont issues d'une noblesse de race » l’honneur d'être présentées au roi et de monter dans ses carrosses. À charge du généalogiste du roi de le vérifier et de lui présenter ses travaux sous forme de mémoire.
Selon André Borel d'Hauterive, les exceptions ne tardèrent pas à se multiplier. Dès la promulgation de l'édit de 1760, les descendants des maréchaux de France, des grands officiers de la couronne, des ministres-secrétaires d’État, des contrôleurs généraux des finances, des ambassadeurs, des chevaliers de l’ordre du Saint-Esprit et les dignitaires eux-mêmes furent dispensés de faire leurs preuves de noblesse. Le roi, de son côté, étendit cette faveur à des personnes qu’il voulait honorer malgré leur origine récente ou malgré l’irrégularité ou la perte de leurs archives généalogiques,.
Jacques de Marsay en désaccord avec les propos d'André Borel d'Hauterive écrit : « Borel d’Hauterive n’est pas fondé à dire que dès la promulgation du décret de 1760 les exceptions ne tardèrent pas à se multiplier. On sait que ces exceptions avaient été expressément prévues. Elles ne constituaient donc nullement des infractions et il faut dire qu’elles paraissaient absolument justifiées ». Il ajoute : « l’excessive tolérance dont parle Borel d’Hauterive ne ressort pas non plus de la liste des admissions dont la majorité aussi bien sous Louis XV que sous Louis XVI apparaît justifiée » d'y trouver - sauf erreur très rare au moins deux preuves par degré.
Les généalogistes des ordres du roi furent chargés de dresser la liste des preuves fournies par les familles qu’exigeaient le règlement de 1760. Philippe du Puy de Clinchamps précise que la filiation devait être établie par des actes originaux à raison de trois jusqu'à 1500 et de deux au-delà. Le règlement interdit aussi au généalogiste du roi d'admettre aucun des arrêts de son Conseil et de ses cours supérieures, ni des jugements rendus par les commissaires lors des diverses recherches de noblesse faites dans le royaume. Une décision à rapprocher de l’observation d'un généalogiste du roi qui « distinguait toujours entre examen de titres originaux et simple recours à une maintenue, sachant trop dans ce dernier cas que l’indulgence, l’erreur ou quelque favoritisme étaient à craindre. ».
Le travail d'étude des actes originaux fut rempli successivement par les deux Clairambault, Beaujon et Bernard Chérin puis de 1785 à avril 1787 par le commis Berthier au nom de Louis Nicolas Hyacinthe Chérin le jeune (mineur)< puis par ce dernier à partir du 20 avril 1787.
D'après certaines sources « Chérin fils, moins bon généalogiste que son père, ne se montra pas toujours aussi sévère que celui-ci dans la vérification des preuves qui lui étaient soumises. ». Bluche écrit à son sujet : « Nicolas Chérin est certainement le moins habile de la série qu'il clôt. Entré fort jeune en charge, plein d'une extrême assurance, Chérin fils semble ignorer qu'il a moins de mérite que de chance ... Il tranche. Tantôt il donne aux Chaponay-Morancé une origine chevaleresque que les généalogistes les plus sérieux leur ont refusée...»
Les dossiers étaient préparés par les commis du cabinet du Roi (Berthier, Pavillet, ou Chérin de Barbimont (neveu de Bernard Chérin) qui se livraient à un premier travail de préparation sur les mémoires fournis par les intéressés, en préparation du rapport destiné au roi.
Lors de la présentation les admis étaient tenus de porter un titre, même s’ils n’en avaient pas. « Les titres et qualifications étaient laissés au choix du postulant, ceux de duc et de prince exceptés. » On pouvait donc choisir entre ceux de marquis, comte, vicomte, baron.
« Le roi avait pris la précaution de préciser que ces qualifications, même portées dans des lettres ou des brevets signés de sa main n’avaient aucune valeur légale et n’étaient que des titres de courtoisie. »
Ces qualifications purement personnelles ne passaient pas à la postérité de l'impétrant. André Borel d'Hauterive déclare « c'était donc des marquis ou des comtes à brevet ».
La présentation durait plusieurs jours. Le gentilhomme admis aux honneurs de la Cour suivait la chasse du roi en montant dans un de ses carrosses. Il était, avec d'autres, présenté simplement au roi « qui répondait au salut du présenté par un signe de tête et quelquefois lui adressait des paroles flatteuses. » La présentation des dames se faisait de manière beaucoup plus formelle, il y avait plus d'étiquette et d'apparat.
Les honneurs de la Cour ne sont pas à confondre avec la vie à la Cour. En effet, il faut savoir que la plupart des familles reçues à ces honneurs ne tenaient aucun rôle particulier à la Cour et en étaient même la plupart du temps écartées étant dans l'incapacité financière de tenir un rang à Versailles. Pour Philippe du Puy de Clinchamps « en aucun cas il ne faut entendre honneurs de la Cour comme une familiarité avec le souverain. »
Les honneurs étaient sous l'Ancien Régime une distinction très recherchée par la noblesse française. Francois Bluche en résume le sens : « Les uns les souhaitent pour justifier l’ancienneté de leur nom, les autres pour témoigner des services de leur famille. »
Ils cessent le 4 juin 1790. « Il ne restait plus à Louis-Nicolas-Hyacinthe Chérin qu'à embrasser une autre carrière : ce qu'il fit en devenant général des armées de la République. »

## Aspects généalogiques
Le généalogiste du roi, s’appuyant sur le travail des commis, rédigeait un mémoire pour le roi, sans prononcer de jugement et sans conclure. Le roi, au vu des éléments du mémoire et de l’estime et l’affection qu’il portait au postulant, décidait si celui-ci monterait dans les carrosses. « La volonté du roi et l’opinion du généalogiste n’avaient qu’une faible connexion. »
Selon André Borel d'Hauterive, on est généralement d’accord sur l’intégrité avec laquelle ces généalogistes  admettaient ou rejetaient les preuves, mais leurs décisions n’étaient revêtues d’aucun caractère légal ; ils n’étaient pas appelés à trancher les questions litigieuses de noblesse et de généalogie. Ils se trouvaient simplement chargés de dépouiller et de vérifier les preuves fournies par les familles et de rédiger un mémoire à l’intention du roi dans lequel ils donnaient le résultat de leurs recherches et leur opinion sur l’origine  et l’ancienneté de la souche du requérant.
André Borel d’Hauterive écrit que l’œuvre de Chérin était « une œuvre de conscience et de cabinet » : il pouvait s’écarter du règlement de 1760 et admettre pour certaines familles des copies légalisées à défaut d’originaux, pour d’autres une filiation établie seulement depuis 1436 ou de donner un avis favorable sans qu’on s’occupe de faire les preuves.
Pour Jacques de Marsay, les erreurs des généalogistes furent fort peu nombreuses.
Pour Philippe du Puy de Clinchamps, « les filiations établies pour recevoir les honneurs de la cour ne sauraient être admises comme preuves de noblesse (…) cependant, il est évident que les filiations pour les honneurs de la cour sont de très fortes suppositions de noblesse et si quelques-unes de ces filiations sont erronées, si plus d’une est inexacte aux yeux de l’historien, aucune cependant ne soutient être noble une famille qui n’appartenait pas à la noblesse. »
Ces mémoires sont aujourd’hui disponibles à la Bibliothèque nationale.
Selon François Bluche, de 1715 à 1790, 942 familles ont été admises aux honneurs de la Cour. Il précise que sur ces 942 familles « 462 seulement ont été — ou eussent été — capables de présenter une filiation prouvée, de noblesse sans principe, remontée à 1400 nouveau style. Ce chiffre, ne comprenant ni les maisons souveraines, ni les familles étrangères d'ancienne souche, représente, malgré l'apparence, plus de la moitié du total des gentilshommes français reçus à la Cour. »
André Borel d'Hauterive classe les familles reçues aux Honneurs de la cour dans quatre catégories :
- les familles d’ancienne noblesse ;
- celles des personnes admises en vertu de la possession de certaines charges ;
- celles qui étaient des branches naturelles de la maison de France ou d’autres grandes maisons ;
- celles qui n'avaient d'autres titres à faire valoir que la faveur du roi.

Francois Bluche distingue lui :
- les familles reçues sur preuves régulières ;
- les familles dispensées de preuves ;
- les familles anoblies avant 1400 ou approchant la preuve de 1400 ;
- les familles reçues par la grâce du roi[30].

Il estime que pour « rendre (à chaque famille) son dû », (il) aura « recours aux jugements de Clairambault et de Baujon, des Chérin et de Berthier (…) révélant les critères de l’importance relative  des familles ».

## Aspects sociologiques
Louis XV, en montrant constamment une préférence marquée pour la noblesse d’origine militaire et féodale puis en consacrant cette préférence avec le règlement de 1760, en en rendant enfin l’accès plus difficile a provoqué un effet paradoxal, celui d’augmenter considérablement le nombre de candidats.
Le principe de supériorité des familles d’ancienne extraction par rapport aux familles anoblies provoque chez les premières le besoin de le voir consacré. Il a toujours été reconnu par les rois précédent mais devient, avec la montée dans les carrosses officiellement enregistrée et publiée.
Pour autant Louis XV se montre soucieux de réserver aux représentants des maisons, mêmes non chevaleresques, qui avaient contribué à la grandeur de sa race d’une façon éclatante la place à laquelle ils avaient droit à sa cour.
L’admission aux Honneurs met donc sur le même pied des familles politiquement importantes et d’une situation prédominante à la Cour d’une part, et d’autre part des familles de gentilshommes issus de lignages anciens mais sans illustrations (« Dans ces familles il n'est guère de rapport que l’ancienneté nobiliaire »).
Ainsi deux strates de responsabilités sociales très différentes se côtoient-elles.
Pour les hommes, Jean-François Solnon écrit : « tel petit-fils de traitant anobli titulaire d'une charge commensale et admis aux entrées de la Chambre est davantage homme de Cour que des dizaines de gentilshommes campagnards de bonne maison qui une fois en leur vie, ont monté dans les carrosses du roi et parcouru la galerie où leur visage hétéroclite [a] fait rire, où leurs épaules chargées du prix d'un bois de haute futaie, d'un pré, d'une vigne, ou d'un moulin, [ont] attesté leur mauvais goût ».
Quant aux femmes admises, elles ajoutent une composante sociologique qui est allée jusqu’au scandale. « Le roi a mis une certaine adresse à tourner les difficultés qui pouvaient éventuellement surgir du fait des médiocres origines de celles qu’il souhaitait élever jusqu’à lui (...) Il n’est pas interdit de penser que l’esprit de prévoyance de Louis XV — pour qui l’amour fut toujours la grande affaire — l’avait inspiré dès le moment où il édicta les règles de présentations féminines en faisant dépendre l’admission des femmes uniquement de la naissance de leur mari (...) Nonobstant leur indignité personnelle à l’égard de la condition noble, des femmes était ainsi élevées par le mariage à une qualité suffisante pour prétendre à la faveur de la présentation. Il n'y avait là que conformité au règlement. Les principes du protocole furent observés. ».
Mais le plus important selon François Bluche est que, finalement, rendre plus difficile l’accès aux honneurs de la Cour a faussé tout à fait le sens de ce privilège. On remarque en effet que les familles admises sont le plus souvent représentées par un nombre d’individus assez restreint. « Il semble que la plupart des familles n’aient cherché dans cette cérémonie qu’une occasion de faire reconnaître et consacrer leur situation ». Monter dans les carrosses devient ainsi « une consécration plutôt qu’un plaisir de vénerie ».
Et donc, plutôt que l’honneur « c’est la faveur utile de la preuve qui a pris le pas sur tout autre considération (...) La plus grande partie des gentilshommes susceptibles d’approcher Sa majesté au rendez-vous de chasse ou de faire présenter leurs épouses ne se préoccupe que de faire à la cour trois petits tours et puis s’en vont en leur province montrer la qualité de leur noblesse ou obtenir une charge dont la preuve des carrosses est la condition ». Les honneurs de la Cour aident à faire carrière ».
Ils aident aussi  à faciliter des mariages. « Les gentilshommes qui associaient les chasses du roi et leurs négociations matrimoniales n’en font nul mystère jusqu’à faire savoir au roi qu’en lui accordant la permission de le suivre dans ses voitures il le(s) mettra dans le cas de conclure un mariage très avantageux. »
Beaujon écrit que cet honneur « est devenu la source de fortunes les plus considérables par les mariages avantageux qu’il procure. La perspective que le mari soit d’une noblesse assez ancienne pour que sa femme soit présentée suffit pour qu’il l’obtienne en mariage. »
Jean-François Solnon écrit : « Preuves faites, la présentation des dames, l'admission des hommes dans les carrosses de Sa Majesté et l'autorisation de suivre sa chasse ne constituent cependant ni le catalogue des familiers de Versailles ni le sommet de la faveur. Les neuf cent quarante-deux familles ayant bénéficié ainsi des honneurs de la Cour ne sont pas toutes de noblesse de Cour. Des hobereaux fiers de leurs titres peuvent faire la dépense du voyage, du séjour au palais, de l'habit réglementaire et d'innombrables pourboires, "pour raconter à leurs voisins mécontents qu'ils arrivaient de Versailles". Vanité satisfaite (et parfois bourse plate), ils ne quitteront plus ensuite leur castel. Les honneurs ne les ont pas glissés dans l'entourage du roi. Rigoureuse dans son règlement, l'admission aux honneurs de la Cour souffre des passe-droits. ».
François Bluche écrit : « ceux que les évènements ont empêché de monter dans les carrosses du roi réclament en 1790 des certificats « à toutes fins utiles ». ». Il évoque aussi celui qui postule les honneurs afin de pouvoir obtenir ensuite le guidon de gendarmerie qu'il sollicite, ou encore celui qui, venant de suivre le roi à la chasse s'entend dire que cela avait fait fort bon effet et qui influencerait sur l'avancement. Il souligne ainsi un aspect essentiellement utilitaire de honneurs de la cour.
Philippe du Puy de Clinchamps écrit : « Bien des familles établirent leur qualité pour recevoir les honneurs de la Cour puis, ayant chassé une fois dans la suite du roi, s'en retournèrent tout aussitôt dans leur province. Là, elles étaient auréolées du prestige de ceux qui avaient eu les honneurs, prestige né de la difficulté d'établir l'ancienneté familiale requise aux entrées. » « On sait en effet que la mauvaise tenue des registres paroissiaux avant le XVe siècle ou pour mieux dire leur absence souvent totale pouvait rendre très incertaine et souvent complètement impossible la production de filiations rigoureusement exactes au-delà de 1399. ».
Aller bien au-delà a été le lot de plusieurs familles qui ont fourni des pièces originales remontant au XIIe siècle, exceptionnellement au XIe siècle — en ne s’arrêtant pas à la date de 1400 strictement nécessaire. Ces familles s’assurent ainsi d’une preuve qui sera d'un intérêt très supérieur à celles qu'elles ont présentées lors des enquêtes dans les recherches de noblesse,.
Le bénéfice des honneurs de la Cour s'applique aussi bien à ces familles de noblesse immémoriale qu'à celles qui ont eu la faveur du roi. François Bluche s’en félicite : « Ce qui est considéré par les généalogistes férus de féodalité « comme une entorse » devient pour lui, grâce aux dispenses de preuves et aux grâces individuelles accordées une occasion exceptionnelle pour l’historien de gagner en vérité sociale. »